# Zamiana (film 2016)
Zamiana (ang. The Swap) – amerykański film komediowy, fantasy z kanonu Disney Channel Original Movies. Film został stworzony na podstawie książki The Swap autorstwa Megan Shull. W rolach głównych występują Peyton List z seriali Jessie i Obóz Kikiwaka, i Jacob Bertrand z serialu Kirby Buckets. Premiera filmu odbyła się 7 października 2016 roku na amerykańskim Disney Channel, natomiast premiera w Polsce nastąpiła 18 lutego 2017 roku o godzinie 8:30 na antenie Disney Channel.

## Fabuła
Uczniowie liceum, Ellie O’Brien (Peyton List) i Jack Malloy (Jacob Bertrand), są zdenerwowani tym, jak ich życia stały się skomplikowane. Piszą sobie wiadomości, że chcieliby mieć życie drugiej osoby, by im obojgu było łatwiej, i nagle... zamieniają się ciałami! Ellie i Jack będą musieli się jakoś przystosować do życia drugiej osoby, jednocześnie próbując się z powrotem zamienić, zanim będzie za późno.

## Obsada
- Peyton List jako Ellie O’Brien
- Jacob Bertrand jako Jack Malloy
- Darrin Rose jako trener Malloy
- Claire Rankin jako Summer
- Callan Potter jako Gunner
- Jesse Bostick jako Stryker
- Eliana Jones jako Aspen Bishop
- Kiana Madeira jako Sassy Gaines
- Kolton Stewart jako Owen
- James Godfrey jako Porter Gibbs
- Devyn Nekoda jako Mackenzie Wick
- Naomi Snieckus jako trenerka Carol
- Linda Kash jako pielęgniarka Helen
- Naya Liviah jako Claire
- Michael Fessaha jako Ryan
- Marcia Johnson jako dr Baker
- Valerie Descheneaux jako stylistka
- Danny Smith jako urzędnik
- Mark Hickox jako trener badmintona

## Wersja polska
Udział wzięli:
- Justyna Kowalska – Ellie O’Brien
- Grzegorz Drojewski – Jack Malloy
- Izabella Bukowska – Summer, mama Ellie
- Waldemar Barwiński – trener Malloy
- Katarzyna Ucherska
- Michał Podsiadło – Porter Gibbs
- Józef Pawłowski – Gunner Malloy
- Paulina Korthals – Sassy Gaines
- Ewa Prus – trenerka Carol
- Paweł Kubat – Owen
- Paulina Szostak
- Sebastian Cybulski – Stryker Malloy

W pozostałych rolach:
- Janusz Wituch – trener badmintona
- Aleksandra Kowalicka – Claire
- Kajetan Lewandowski – Ryan
- Anna Ułas – pielęgniarka Helen

Reżyseria: Artur Tyszkiewicz

Dialogi: Marcin Bartkiewicz

Wersja polska: SDI Media Polska
Lektor tytułu: Łukasz Talik